# Bessan
Bessan är en kommun i departementet Hérault i regionen Occitanien i södra Frankrike. Kommunen ligger i kantonen Agde som tillhör arrondissementet Béziers. År 2022 hade Bessan 5 705 invånare.

## Befolkningsutveckling
Antalet invånare i kommunen Bessan
Referens:INSEE